# 小行星2338
小行星2338（2338 Bokhan）是一颗绕太阳运转的小行星，为主小行星带小行星。该小行星于1977年8月22日发现。
該小行星以列寧格勒理論天文研究所的工作人員娜迪達·安東諾夫娜·博克漢（Nadezhda Antonovna Bokhan）命名。

## 轨道参数
小行星2338的轨道半长轴为2.8342089 UA，离心率为0.059。